# Псевдовугрові
Псевдовугрові (Synbranchidae) — родина костистих риб ряду цілозябровикоподібних (Synbranchiformes).

## Поширення
Вони живуть як в прісних водах тропічної Америки та Азії, також спускаються також і в солонуваті води, частково ж належать до роду справжніх морських риб Австралії.

## Опис
Тіло у псевдовугрових голе, грудних і черевних плавців немає (грудні бувають тільки у зародків, в ікрі), а спинний і анальний зредуковані до шкірних гребенів, без променів. Вони досягають довжини до 1, 5 м.

## Спосіб життя
Дихають значною мірою безпосередньо атмосферним повітрям, що дозволяє їм жити у болотах і виходити з води на рисові поля і луки.

## Класифікація
Відомо 4 роди цих риб:
- Macrotrema
- Monopterus
- Ophisternon
- Synbranchus